# Sadiman
El Sadiman és un volcà apagat de Tanzània. Té una altura de 2 870 metres i es troba al cor del massís del Ngorongoro, entre els cràters del Ngorongoro i el de Lemagrut.
El Sadiman va estar actiu més d'un milió d'anys (entre 4,8 milions i 3,3 milions d'anys BP). Una de les seves erupcions hauria estat l'origen per a la constitució del jaciment paleontològic de Laetoli, situat a 20 km de la muntanya, on l'equip de Mary Leakey hi va descobrir el 1978 les cèlebres petjades d'Australopitecus afarensis datades en 3,7 milions d'anys.